# Sexy shop

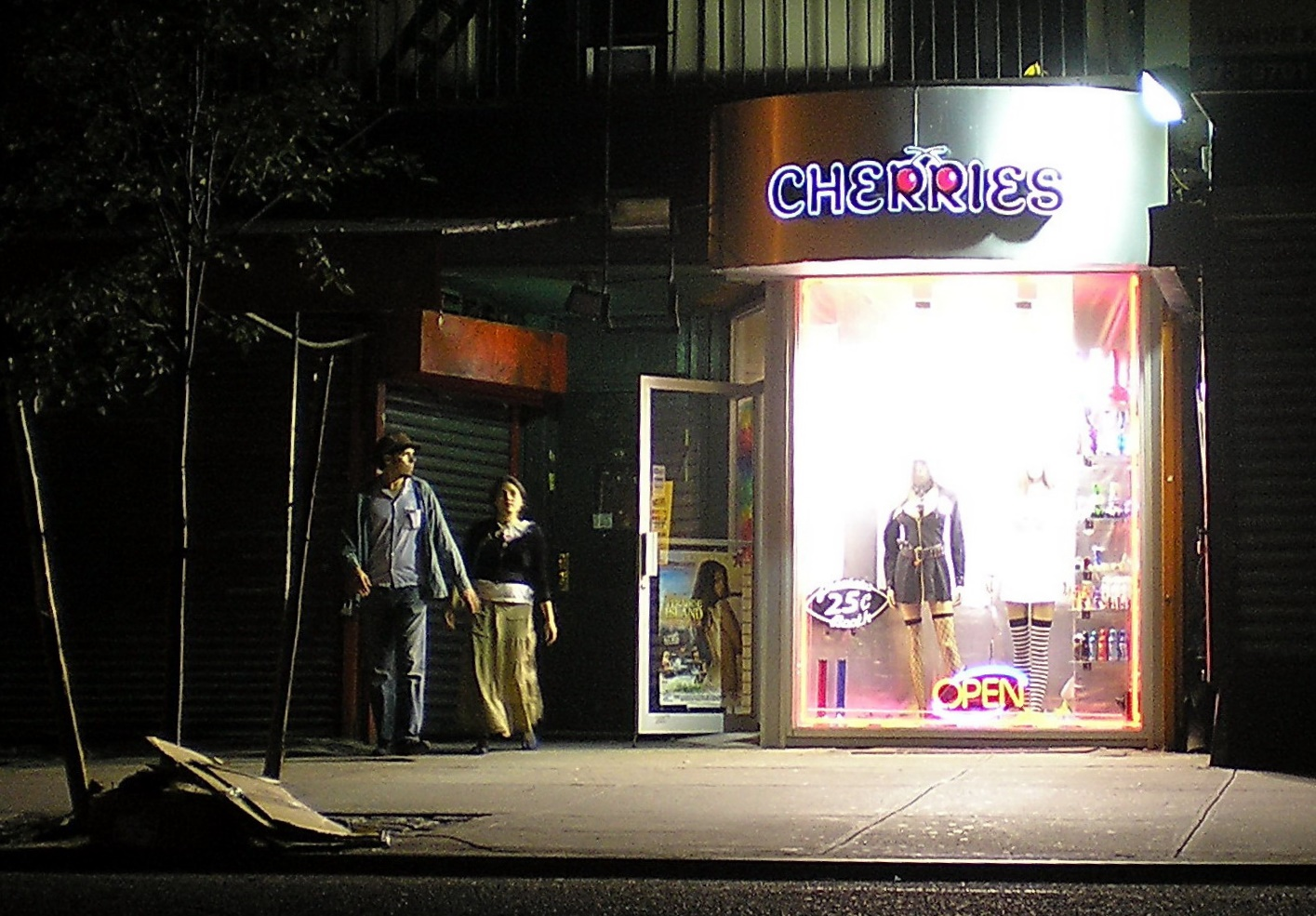
Un sexy shop a New York

Un sexy shop (espressione italiana usata al posto dell'inglese "sex shop") è un negozio che vende articoli sessuali, accessori erotici, articoli per sesso sicuro, materiale pornografico e biancheria intima femminile e maschile.

## Storia in Giappone

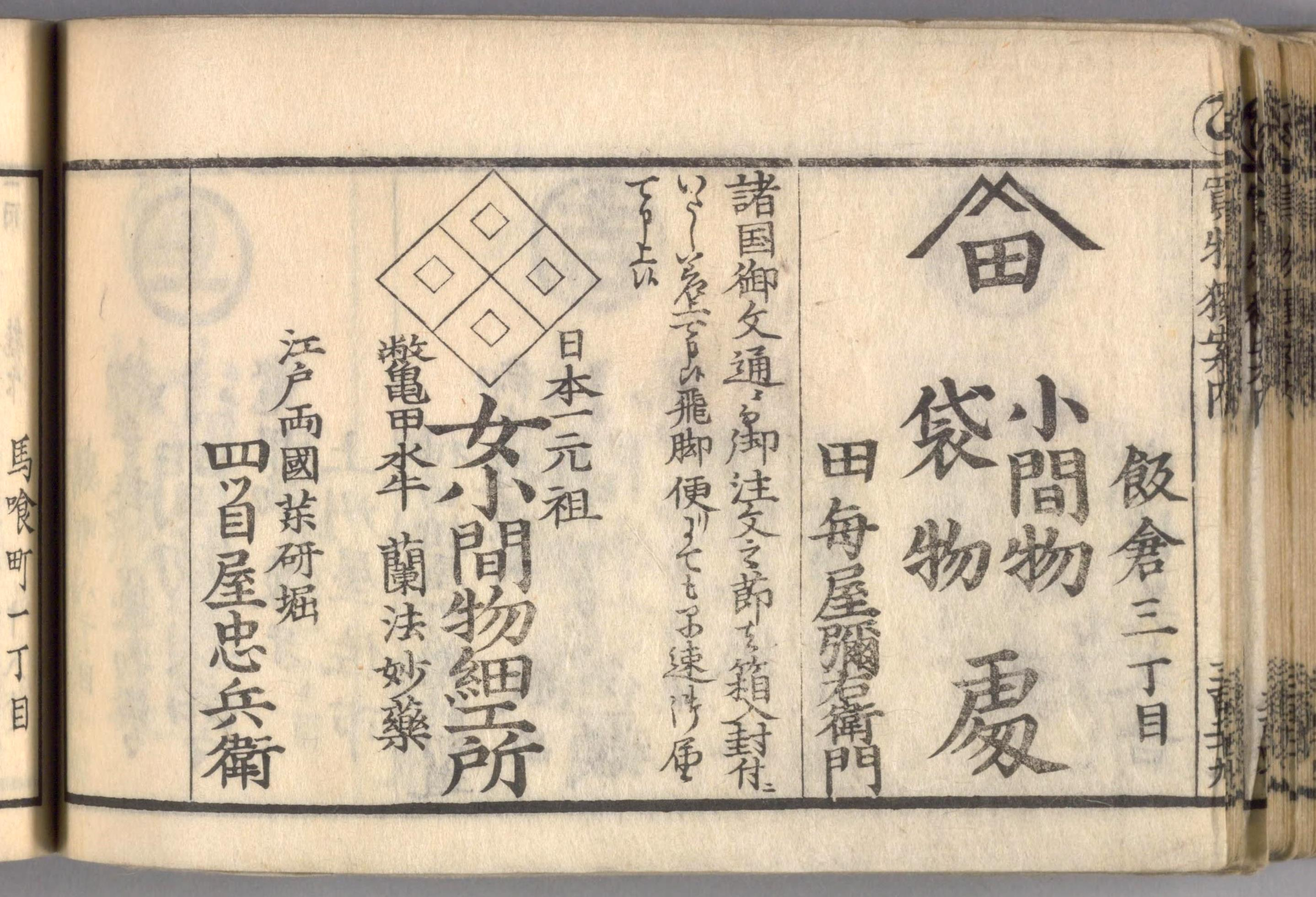
Annuncio pubblicitario dello Yotsumeya sulla "Edo Kaimono Hitori Annai", 1824

Nei primi anni del XVII secolo, sotto lo shogunato Tokugawa vennero istituiti nelle principali città del paese quartieri dedicati ai piaceri e divertimenti: a Edo nacque lo Yoshiwara, ad Osaka lo Shinmachi, ed a Kyoto lo Shimabara.
In questi quartieri erano inoltre presenti veri e propri sexy shop che vendevano articoli di vario tipo come dildo, vagine artificiali, anelli fallici, unguenti e pozioni afrodisiache. La catena di negozi più importante dell'epoca era Yotsumeya, che aveva negozi in tutti e tre i quartieri precedentemente citati.

## Storia in Italia
Il primo sexy shop in Italia è quello di Busche (frazione di Cesiomaggiore), aperto nell'aprile del 1969. Negli anni 70 e 80 i sexy shop erano negozi solitamente ubicati lontano da sguardi indiscreti e dal traffico, in modo tale da offrire riservatezza al cliente, per lo più forniti di materiale video (in formato VHS) e di un minimo di materiale detto "oggettistica"; negli anni novanta i sexy shop iniziano un percorso di mutamento diventando dei veri e propri negozi, dove si trova di tutto.
Cavalcando la continua richiesta da parte della clientela e un po' la disinibizione nel frequentare i sexy shop, verso la metà degli anni novanta nacquero i primi marchi simbolo dei negozi in Italia. Ricordiamo le memorabili insegne gialle e nere di Magic America, per poi veder approdare anche in questo settore il concetto Franchising con la catena Le Tentazioni fino ad oggi presente in tutta la penisola.
Con l'avvento della vendita online, la crescente emancipazione sessuale e l'abbattimento di diversi tabù legati al sesso, il mercato dei sex toys è diventato sempre più florido, portando addirittura negli anni 2010 alla messa in onda di vari spot pubblicitari sulle reti nazionali italiane.

## Merce in vendita

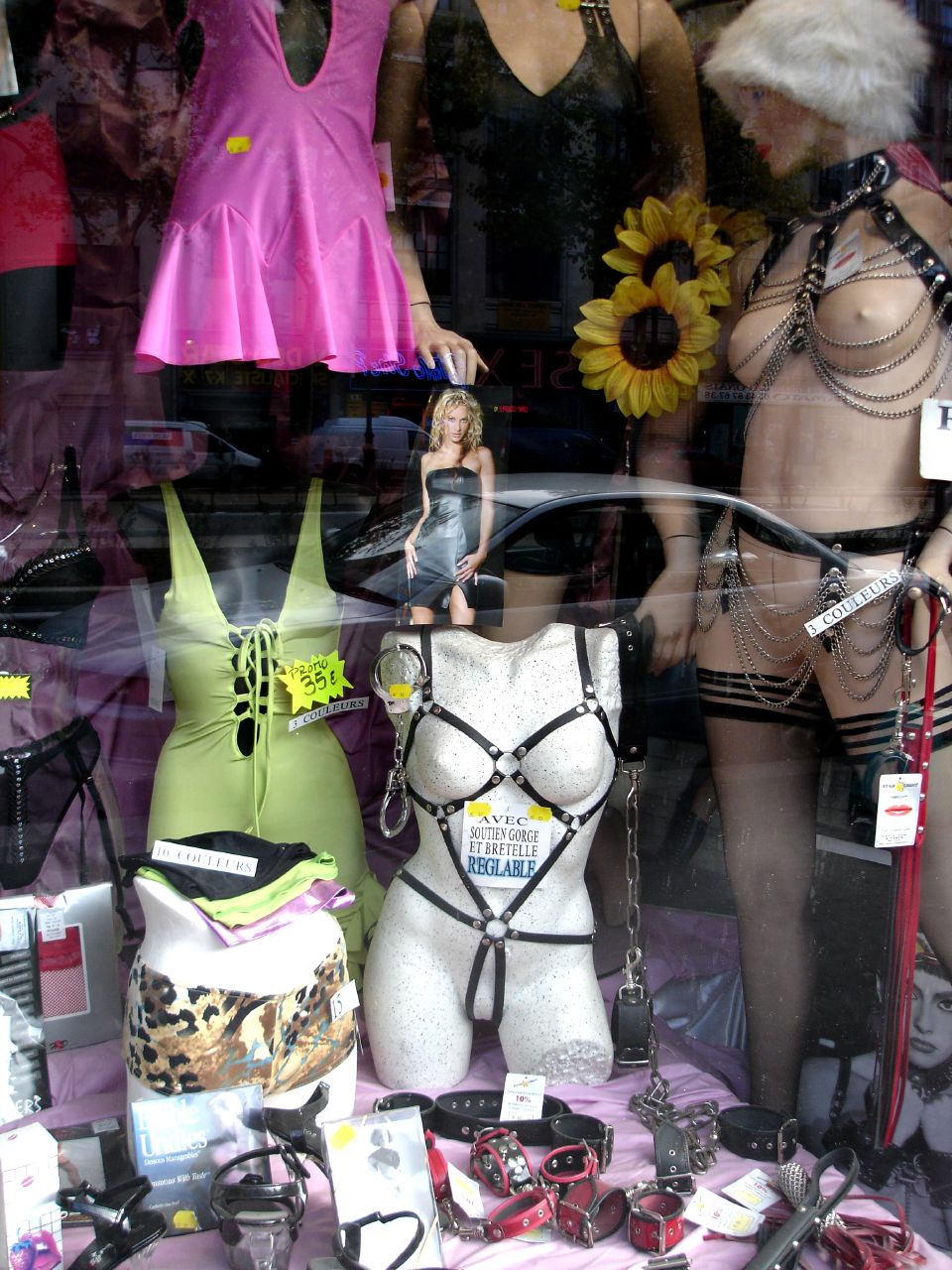
Vetrina di un sexy shop a Pigalle

All'interno di tali negozi si possono acquistare svariati articoli come indumenti intimi maschili e femminili, dal classico al bizzarro, in lattice e pelle (questi ultimi particolarmente graditi da persone con gusti BDSM). Oltre all'abbigliamento sono offerti svariati gadget e articoli regalo per ogni occasione (solitamente per addii al celibato o nubilato) ed oggetti per la casa reinventati nell'aspetto, per stuzzicare fantasia e ilarità dell'acquirente o destinatario del regalo. Per quanto riguarda l'oggettistica, si possono trovare i cosiddetti "giocattoli erotici", cioè gadget usati da due partner (ma anche da una singola persona) durante un rapporto sessuale per aumentare il piacere.
Gli oggetti più venduti per le donne sono i dilatatori e i vibratori: il dilatatore è così chiamato perché permette di dilatare lo sfintere anale e il vibratore è un oggetto che vibra e che produce piacere per la donna se introdotto nella vagina. Un altro oggetto che si trova in tutti i sexy shop è il dildo. Si tratta di un oggetto in plastica morbida a forma di pene e viene utilizzato per la penetrazione vaginale o anale, ma, a differenza del vibratore, non è in grado di produrre vibrazioni. Si vendono anche bambole gonfiabili sia maschili che femminili. In alcuni di questi esercizi commerciali, oltre che acquistare film da una videoteca pornografica internazionale, è possibile anche noleggiare la proiezione in una saletta privata.